# Emmanuel Milingo
Emmanuel Milingo (Mnukwa, Rodesia del Norte, 13 de junio de 1930) es un exarzobispo católico de Lusaka y exorcista zambiano, que fue excomulgado por la Santa Sede por haber ordenado obispos ilegítimamente, sin la autorización de la Iglesia católica. 

## Biografía
Fue educado en la escuela de Presbyterial del St. Maria en Chipata y atendió en el seminario de Kasina y el seminario de Kachebere. Fue ordenado sacerdote en 1958, y ejerció en la parroquia en Chipata de 1963 a 1966, cuando fundó la sociedad de los ayudantes de Zambia. Fue secretario de medios de comunicación de la conferencia episcopal de Zambia de 1966 a 1969, cuando fundó las hijas del Redeemer. El papa Pablo VI lo consagró como obispo de la Archidiócesis de Lusaka, capital de Zambia, donde sirvió de 1969 a 1983.
En los años 70's, mientras que aún vivía en África, el arzobispo Milingo se hizo un exorcista de tendencia carismática, que fue criticado para exorcizar en otras diócesis sin el permiso y porque en vez seguir el rito de exorcismo secular oficial del Ritual romano usaba todas las clases de rituales carismáticos no aprobados y de rezos allegados al exorcismo.[cita requerida]
En 1983 le pidieron dimitir como el arzobispo de Lusaka debido a que su ministerio curativo no convencional, y porque conducía exorcismos fuera de la autoridad de la iglesia. Fue enviado a Roma para servir en el Pontificio Consejo para la Pastoral de los Emigrantes e Itinerantes.
En los años 1990's el arzobispo Milingo fue contado entre los críticos de extrema derecha de la Iglesia institucional. Se hizo conocido en el tradicionalista y círculos sedevacantistas por un discurso que dio en Fátima 2000 la Conferencia Internacional de la Paz Mundial, el 18-23 de noviembre de 1996, en el cual acusó que había miembros de alto rango de la jerarquía católica que protegían y/o formalmente estuvieron implicados en la adoración de diablo.
Milingo se hizo partidario de reverendo Sun Myung Moon y su iglesia de la unificación y en mayo de 2001, en la edad de 71, se casó en Nueva York con Maria Sung, una acupunturista coreana de 43 años. Esta unión fue arreglada por el Reverendo Sun Myung Moon. Según el padre Gabriele Amorth, uno de los exorcistas oficiales de la diócesis de Roma, que conocía a Emmanuel Milingo, dijo que él creyó que la secta Moon le “lavó el cerebro.”
Después de su unión y declaraciones que contradecían la enseñanza y la disciplina de la iglesia católica, Milingo fue llamado de nuevo al Vaticano por el papa Juan Pablo II. Un 7 de agosto del 2001 se concretó la entrevista.
En una carta fechada el día 11 de agosto del 2001, Milingo admite que fueron las palabras de Juan Pablo II, durante el encuentro que ambos mantuvieron la pasada semana en la residencia veraniega del Papa en Castelgandolfo, las que terminaron por convencerlo a dar el paso para la reconciliación. 'En el nombre de Jesús, regresa a la Iglesia católica', relata Milingo que le pidió el Pontífice. 'Esas palabras han sido a la vez un llamamiento de mi Iglesia Madre y una orden paternal que me ha sido dirigida para ofrecerle mi fidelidad y obediencia a Usted que es representante de Jesús en la Tierra y Jefe de la Iglesia Católica', señala la misiva. Milingo repasa mentalmente su vida y la vorágine a la que estuvo sometido durante los últimos meses. Está arrepentido de haberse casado con la coreana Maria Sung y de haberse dejado instrumentalizar ingenuamente por la secta Moon.
En entrevistas en la televisión italiana en 2002, él dijo que él había pasado un año en rezo y la meditación penitencial en la Argentina, en el Centro Mariápolis Andrea, (antigua casa de formación de los P. Capuchinos donada al Movimiento de los Focolares)  en O'Higgins.
En noviembre de 2003 hizo un viaje a África sobre las objeciones de los obispos católicos allí.
En 2004 y 2005 mantuvo un perfil bajo y los medios le sugirieron que viviera adentro o cerca de Roma sin ninguna asignación oficial en la Ciudad del Vaticano. El 24 de septiembre de 2006, Milingo consagró a cuatro hombres casados como obispos. Cada uno de los cuatro demandó ya ser obispo. George Augustus Stallings, Jr. eran uno de los cuatro. Los otros eran el obispo Peter Paul Brennan de la “iglesia ortodoxa africana” y de la “diócesis católica ecuménica de las Américas”, que según un Web site primero fue consagrado obispo el 10 de junio de 1978, y reconsagrado posteriormente en octubre de 1979 y dos veces más en marzo de 1987; Arzobispo Patrick E. Trujillo de la “vieja iglesia católica en América”; y obispo Joseph J. Gouthro, obispo de presidencia de la “iglesia apostólica católica internacional”. Estas ordenaciones fueron consideradas “ilícitas” pero aún eran válidas según el derecho canónico católico.

## Excomunión
La Santa Sede habría escrito al controvertido ex Arzobispo Emmanuel Milingo pidiéndole que detuviera su participación en el grupo "Sacerdotes casados ya!" -creado por él mismo-, bajo riesgo de enfrentar una suspensión canónica.
Según la agencia Associated Press, el ex Arzobispo de Lusaka habría recibido una carta del Prefecto de la Congregación para los Obispos, solicitándole que enviara al Papa una carta de arrepentimiento antes del 15 de octubre o de lo contrario enfrentaría la "suspensión canónica".
"Vuestro comportamiento, actividades y declaraciones públicas durante los meses pasados son totalmente contrarias a la obligación de todo Obispo", habría escrito el Cardenal Giovanni Battista Re en la carta. "En nombre de Jesucristo, os suplico reflexionar seriamente sobre vuestro comportamiento y todas sus consecuencias".
La Santa Sede dio a conocer con fecha 26 de septiembre de 2006, la excomunión "latae sententiae" (automática) del ex arzobispo Milingo y los cuatro obispos por él ordenados el domingo pasado y aseguró que la Iglesia no reconoce ni reconocerá tales ordenaciones y las que de ellas deriven.
Mediante un comunicado de la Sala de Prensa de la Santa Sede, se dio a conocer que “tanto el Arzobispo Milingo como los cuatro ordenados han incurrido en la excomunión latae sententiae, prevista por el canon 1382 del Código de Derecho Canónico. Además la Iglesia no reconoce ni pretende reconocer en el futuro tales ordenaciones y todas las ordenaciones que deriven de ellas, y considera que el estado canónico de los cuatro presuntos obispos es aquel en el que se encontraban antes de la ordenación”.
El comunicado afirma que “la Santa Sede ha seguido con viva atención la actividad puesta en marcha recientemente por Su Excelencia Reverendísima Mons. Emmanuel Milingo, Arzobispo emérito de Lusaka, con una nueva Asociación de sacerdotes casados, sembrando división y desconcierto entre los fieles”.
Asimismo constata que “exponentes de varios niveles de la Iglesia han buscado vanamente contactar al Arzobispo Milingo, para disuadirlo del proseguir en acciones que provocan escándalo, sobre todo en relación a los fieles que han seguido su ministerio pastoral a favor de los pobres y los enfermos”.
Más adelante se lee en el documento: “Tomando en cuenta la compresión manifestada, también recientemente, del Sucesor de Pedro hacia este anciano Pastor de la Iglesia, la Santa Sede ha esperado con vigilante paciencia el desarrollo de los eventos, los cuales, lamentablemente, han conducido al Arzobispo Milingo a una condición de irregularidad y de progresiva y abierta ruptura de la comunión con la Iglesia, primero con el matrimonio y después con la ordenación de cuatro obispos el domingo 24 de septiembre en Washington D.C.”.
También se lee en el texto que “la Sede Apostólica, solícita como es de la unidad y de la paz del rebaño de Cristo, había esperado en la acción fraterna de personas cercanas al Arzobispo Milingo, para su reflexión y para su retorno a la plena comunión con el Papa. Lamentablemente los últimos desarrollos han alejado tales esperanzas”.
El comunicado termina exhortando a que “en momentos de sufrimiento eclesial como este, se intensifique la oración de toda la comunidad de los fieles”.